# Getto w Międzyrzecu Podlaskim

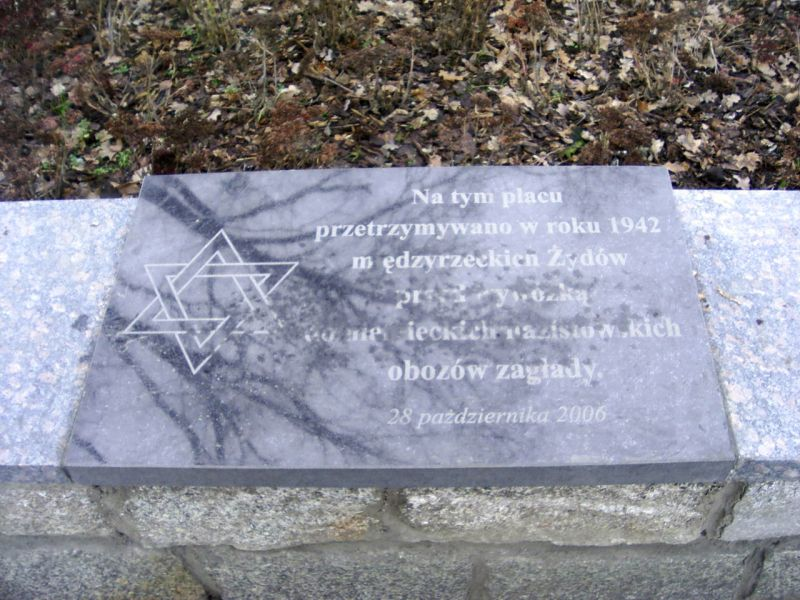
Tablica upamiętniająca Żydów międzyrzeckich na Rynku

Getto w Międzyrzecu Podlaskim (jid. ‏מעזעריטשער געטאָ‎, Mezericzer geto) – getto utworzone przez Niemców w 1941 r. w Międzyrzecu Podlaskim, w dzielnicy Szmulowizna.

## Opis
Uwięziono w nim ponad 17 000 (niektóre źródła podają 24 000) Żydów, głównie z Międzyrzeca Podlaskiego i okolicznych miejscowości. Od 1942 r. Niemcy zaczęli stopniowo likwidować getto, wywożąc jego mieszkańców do obozu zagłady w Treblince i do obozu koncentracyjnego na Majdanku. 
Getto zostało zlikwidowane 17 lipca 1943. Wojnę przeżyło ok. 100 międzyrzeckich Żydów, głównie dzięki pomocy okolicznej polskiej ludności.